# Курмангази (Байтерецький район)
Курманга́зи (каз. Құрманғазы) — село у складі Байтерецького району Західноказахстанської області Казахстану. Адміністративний центр Курмангазинського сільського округу.
Населення — 332 особи (2021; 390 у 2009, 405 у 1999, 501 у 1989).
До 2022 року село називалось Чоботарево.